# Love Is Dead
A Love Is Dead Kerli Kõiv észt énekesnő debütáló albuma, mely 2008. július 8-án jelent meg az Island Records gondozásában. Második helyezést ért el Heatseekers Albums listán, mely az új előadók népszerűségét méri. 126. lett a Billboard 200 listán, az észt kislemezlistán pedig első pozícióig jutott.

## Háttér
Zeneileg a lemez több stílus keveréke, mint például alternatív rock, metál és trip hop. Kerli a számokat több mint öt évig írta. Egy interjúban beszélt bővebben az albumról: f„Sok dalt lehangoltan írtam, a későbbi számokat azután szereztem, hogy kikerültem a depressziómból, szóval az album témája az akadályokon és a sötétségen való átjutás. Nagyon hálás vagyok ezekért a tapasztalatokért, hiszek benne, hogy amíg nem nyel el a sötétség, nem teheted túl magad rajta és nem szembesülhetsz a fénnyel.”

## Kiadás
A lemezt eredetileg 2008 áprilisában tervezték kiadni, viszont július 29-re halasztották, majd visszahozták 8-ra. 2009 februárjában Olaszországban, áprilisban Németországban és nyáron Ausztriában és Írországban került kiadásra.

## Kereskedelmi fogadtatás
Az album a Billboard 200 126. helyén debütált az Egyesült Államokban 5000 eladott példány után. A Top Heatseekers listán harmadik helyen debütált, a Top Digital Albums-on pedig 141. pozíciót foglalt el. Kerli az első észt előadó akinek albuma a Billboard 200 listán négy hetet töltött. Az egyetlen sikeres dala az albumnak a Walking on Air volt. A lemez nem volt sikeres, így Kerli rövidesen nekiállt dolgozni második albumának. Eddig 65 000 példány kelt el a lemezből az Egyesült Államokban.

## Kislemezek
A címadó dal, a Love Is Dead promóciós kislemezként jelent meg az album előtt. A Walking on Air 2008. április 8-án jelent meg az album első kislemezeként, mérsékelt sikereket elérve. A Love Is Dead kislemezként 2008. szeptember 23-án került kiadásra, viszont nem ért el komoly sikereket. A Creepshow volt az utolsó kislemez a lemezről.

## Az album dalai
|     | Cím             | Szerző(k)                                | Producer | Hossz |
| --- | --------------- | ---------------------------------------- | -------- | ----- |
| 1.  | Love Is Dead    | Kerli Kõiv, David Maurice, Miles Gregory |          | 4:36  |
| 2.  | Walking on Air  | Kõiv, Lester Mendez                      |          | 4:27  |
| 3.  | The Creationist | Kõiv, Guy Chambers                       |          | 3:38  |
| 4.  | I Want Nothing  | Kõiv, Maurice                            |          | 3:58  |
| 5.  | Up Up Up        | Kõiv, Maurice                            |          | 3:26  |
| 6.  | Bulletproof     | Kõiv, Thomas Who                         |          | 5:01  |
| 7.  | Beautiful Day   | Kõiv, Dead Executives                    |          | 3:51  |
| 8.  | Creepshow       | Kõiv, Maurice, Vanessa Bley              |          | 3:12  |
| 9.  | Hurt Me         | Kõiv, Mendez                             |          | 3:37  |
| 10. | Butterfly Cry   | Kõiv, Krister Linder                     |          | 4:39  |
| 11. | Strange Boy     | Kõiv, Maurice                            |          | 3:18  |
| 12. | Fragile         | Kõiv, Peter Agren, Anders Lennartsson    |          | 4:11  |

| 13. | Heal |  | 6:05 |